# Švýcarsko na Zimních olympijských hrách 1994
Švýcarsko se účastnilo Zimní olympiády 1994. Zastupovalo ho 59 sportovců (41 mužů a 18 žen) v 10 sportech.

## Medailisté
| Medaile | Jméno                                                  | Sport                | Soutěž                                   |
| ------- | ------------------------------------------------------ | -------------------- | ---------------------------------------- |
| Zlato   | Vreni Schneiderová                                     | Alpské lyžování      | Ženy slalom                              |
| Zlato   | Gustav Weder Donat Acklin                              | Boby                 | Dvojbob                                  |
| Zlato   | Andreas Schönbächler                                   | Akrobatické lyžování | Muži akrobatické skoky                   |
| Stříbro | Urs Kälin                                              | Alpské lyžování      | Muži obří slalom                         |
| Stříbro | Vreni Schneiderová                                     | Alpské lyžování      | Ženy kombinace                           |
| Stříbro | Reto Götschi Guido Acklin                              | Boby                 | Dvojbob                                  |
| Stříbro | Gustav Weder Donat Acklin Kurt Meier Domenico Semeraro | Boby                 | Čtyřbob                                  |
| Bronz   | Vreni Schneiderová                                     | Alpské lyžování      | Ženy giant slalom                        |
| Bronz   | Jean-Yves Cuendet Hippolyt Kempf Andreas Schaad        | Severská kombinace   | Družstvo mužů (střední můstek + 3x10 km) |